# Mégapode mélanésien
Megapodius eremita
Espèce
Synonymes
- Megapodius freycinet eremita

Statut de conservation UICN

 LC  : Préoccupation mineure
Le Mégapode mélanésien (Megapodius eremita) est une espèce d'oiseaux de la famille des mégapodiidés. C'est une espèce monotypique.

## Aire de répartition
Cet oiseau est endémique de la région des îles en Papouasie-Nouvelle-Guinée, ainsi que des îles Salomon.

## L'animal et l'homme

### Philatélie
Cet oiseau a été représenté sur un timbre des Salomon britanniques (1939, 2 shillings 6 d.) et sur un timbre des Salomon (7,5 $).